# Charlène Danon
 (février 2025).
La mise en forme du texte ne suit pas les recommandations de Wikipédia : il faut le « wikifier ».
Les points d'amélioration suivants sont les cas les plus fréquents. Le détail des points à revoir est peut-être précisé sur la page de discussion.
- Les titres sont pré-formatés par le logiciel. Ils ne sont ni en capitales, ni en gras.
- Le texte ne doit pas être écrit en capitales (les noms de famille non plus), ni en gras, ni en italique, ni en « petit »…
- Le gras n'est utilisé que pour surligner le titre de l'article dans l'introduction, une seule fois.
- L'italique est rarement utilisé : mots en langue étrangère, titres d'œuvres, noms de bateaux, etc.
- Les citations ne sont pas en italique mais en corps de texte normal. Elles sont entourées par des guillemets français : « et ».
- Les listes à puces sont à éviter, des paragraphes rédigés étant largement préférés. Les tableaux sont à réserver à la présentation de données structurées (résultats, etc.).
- Les appels de note de bas de page (petits chiffres en exposant, introduits par l'outil «  Source ») sont à placer entre la fin de phrase et le point final[comme ça].
- Les liens internes (vers d'autres articles de Wikipédia) sont à choisir avec parcimonie. Créez des liens vers des articles approfondissant le sujet. Les termes génériques sans rapport avec le sujet sont à éviter, ainsi que les répétitions de liens vers un même terme.
- Les liens externes sont à placer uniquement dans une section « Liens externes », à la fin de l'article. Ces liens sont à choisir avec parcimonie suivant les règles définies. Si un lien sert de source à l'article, son insertion dans le texte est à faire par les notes de bas de page.
- La présentation des références doit suivre les conventions bibliographiques. Il est recommandé d'utiliser les modèles {{Ouvrage}}, {{Chapitre}}, {{Article}}, {{Lien web}} et/ou {{Bibliographie}}. Le mode d'édition visuel peut mettre en forme automatiquement les références.
- Insérer une infobox (cadre d'informations à droite) n'est pas obligatoire pour parachever la mise en page.

Pour une aide détaillée, merci de consulter Aide:Wikification.
Si vous pensez que ces points ont été résolus, vous pouvez retirer ce bandeau et améliorer la mise en forme d'un autre article.
Pour les articles homonymes, voir Danon.
Charlène Danon, née le 8 mai 1986 à Abidjan en Côte d'Ivoire, est une écrivaine, journaliste, reporter, rédacteur web et chroniqueuse  ivoirienne.

## Biographie
Charlène Danon obtient son baccalauréat en 2005, à Divo et en 2010, elle décroche un master en sociologie à l'université Félix-Houphouët-Boigny,.
Elle débute dans le journalisme par la presse en ligne en étant tour à tour rédactrice pour le site web d’actualité L’Essentiel, puis éditrice en chef pour le site web Ivoire Justice aujourd’hui Observateur citoyen. Elle intègre ensuite la presse écrite au poste de secrétaire de rédaction pour les magazines Esprit, Mall Magazine, Kilimandjaro (magazine pour enfant) et rédactrice en chef de Life Magazine.
En 2020, elle devient responsable éditoriale de Life TV, et ensuite promue au poste de directrice éditoriale et de production en 2022, elle est directrice de production.
En 2016, elle publie son premier livre Le Mur de la honte aux éditions Édilivre et son deuxième en 2024 intitulé Il y a un dieu pour les cons aux editions Espérance ,,,.

## Publications
- Le Mur de la honte, Édilivre, 2016, 190 p.
- Il y a un dieu pour les cons, préface d'Israël Guébo, Espérance Éditions, 2024, 274 p.[9]